# Nekrolog 1838
Nekrolog
◄◄
| ◄
| 1834
| 1835
| 1836
| 1837
| 1838 | 1839 | 1840 | 1841 | 1842 | ► | ►►
Weitere Ereignisse | Allgemeiner Nekrolog 1838
Die Beschreibung der verstorbenen Person sollte so kurz wie möglich gehalten sein und nur deren signifikante Tätigkeit(en) enthalten.
Neue Namen ggf. auch unter dem Geburts- und Sterbedatum, also etwa unter 1. Januar und im Geburts- und Sterbejahr (2024) eintragen (nur bei entsprechender großer Wichtigkeit). Für Beispiele siehe die schon vorhandenen Artikel.
Außerdem über die fünf zuletzt Verstorbenen, zu denen es einen ausreichend guten Artikel für eine Präsentation auf der Hauptseite gibt, nach der todesbedingten Überarbeitung der Artikel ggf. auch unter Wikipedia Diskussion:Hauptseite informieren und sie am besten auch in den anderen Wikipedia-Sprachversionen eintragen. Tipp: Regelmäßig bei news.google.de nach „ist tot“, „gestorben“ oder „verstorben“ suchen.
Wenn eine Person gestorben ist, gibt es viele Seiten zu dieser Person in der Wikipedia, die davon auch betroffen sind und entsprechend aktualisiert werden müssen. Beispiele: Namenübersichtsseite, Geburtsjahr, Geburtsort-Seiten und viele mehr.
Wie finde ich die betroffenen Seiten?
Im Suchfeld auf der linken Seite gibt man den Suchbegriff so ein: „Vorname Nachname“. Dann klickt man auf Volltext und alle Seiten mit entsprechendem Suchtext werden aufgerufen. Hier sieht man dann schnell, wo auch das Todesjahr Sinn macht oder sogar ein Teil des Artikels angepasst werden muss. Auch hilft das „Werkzeug“ auf der linken Seite sehr gut, um solche Seiten aufzufinden: „Links auf diese Seite“. Somit ist die Wikipedia wieder aktuell in allen Bereichen! Hinweis: bei Eintragung der Kategorie „Gestorben JAHR“ wird der Missbrauchsfilter 49 ausgelöst, was jedoch nicht schlimm ist. Siehe: Spezial:Missbrauchsfilter/49
Dies ist eine Liste von im Jahr 1838 verstorbenen bekannten Persönlichkeiten. Die Einträge erfolgen innerhalb der einzelnen Daten alphabetisch sortiert. Tiere sind im Nekrolog für Tiere zu finden.

## Januar
| Tag        | Name                              | Beruf, bekannt als                                                                                                 | Alter | Beleg |
| ---------- | --------------------------------- | --- | ----- | ----- |
| 1. Januar  | Natalja Golizyna                  | russische Hofdame                                                                                                  | 96    |       |
| 1. Januar  | Johann Heinrich Menken            | deutscher Maler | 71    |       |
| 1. Januar  | Gerbranda Rivier                  | niederländische Schauspielerin                                                                                     | 57    |       |
| 1. Januar  | Wilhelm August von Meyerfeld      | deutscher Jurist und Gesandter                                                                                     | 78    |       |
| 2. Januar  | Johann Ernst Friedrich Danz       | deutscher Jurist und Politiker                                                                                     | 78    |       |
| 2. Januar  | Jakob Salentin von Zuccalmaglio   | deutscher Jurist und Politiker                                                                                     | 62    |       |
| 3. Januar  | Elijah Hinsdale Burritt           | US-amerikanischer Mathematiker und Astronom                                                                        | 43    |       |
| 3. Januar  | Maximilian von Sachsen            | Sohn des sächsischen Kurfürsten Friedrich Christian und Kronprinz von Sachsen                                      | 78    |       |
| 4. Januar  | Gerhard Ellissen                  | deutscher Mediziner                                                                                                | 60    |       |
| 6. Januar  | Joseph Höchl                      | Baumeister und Unternehmer in München                                                                              | 60    |       |
| 6. Januar  | Georg Christian Sonnenschmidt     | deutscher Jurist in schwedischen und preußischen Diensten                                                          | 71    |       |
| 7. Januar  | Josef Mathias Grassi              | österreichischer Maler                                                                                             | 80    |       |
| 9. Januar  | James Witherell                   | US-amerikanischer Politiker                                                                                        | 78    |       |
| 13. Januar | Ferdinand Ries                    | deutscher Pianist und Komponist                                                                                    | 53    |       |
| 13. Januar | John Scott, 1. Earl of Eldon      | britischer Jurist, Politiker und Lordkanzler                                                                       | 86    |       |
| 14. Januar | Karl August Senff                 | deutschbaltischer Maler, Kupferstecher und Graphiker                                                               | 67    |       |
| 14. Januar | William Stamer                    | Oberbürgermeister von Dublin                                                                                       |       |       |
| 14. Januar | Samuel Woodward                   | britischer Geologe, Paläontologe und Antiquar                                                                      | 47    |       |
| 15. Januar | Konrad von Schäffer               | badischer Offizier und Kriegsminister                                                                              | 67    |       |
| 16. Januar | Christian Benjamin Schmidt        | deutscher Hochschullehrer, Theologe und Pädagoge                                                                   | 54    |       |
| 16. Januar | Johann Christoph Jakob Wilder     | deutscher Geistlicher, Landschafts- und Architekturzeichner, Radierer und Dichter                                  | 54    |       |
| 17. Januar | Gerard Moll                       | niederländischer Hochschullehrer, Professor für Mathematik, Astronomie und Physik                                  | 52    |       |
| 18. Januar | Franz Arnold Linck                | bayerischer Beamter, Regierungspräsident der Oberpfalz und von Schwaben                                            | 69    |       |
| 19. Januar | Christoph Anton Burmester         | deutscher Deichgraf zu Oldenburg                                                                                   | 75    |       |
| 20. Januar | Osceola                           | Führer der Seminolen                                                                                               |       |       |
| 21. Januar | George August Kunowski            | evangelischer Pastor Primarius an der Friedenskirche Schweidnitz, Superintendent sowie Kirchen- und Schulinspektor | 80    |       |
| 21. Januar | Carl Gustav Ludwig von Moltke     | deutscher Gutsherr, Oberjägermeister und Kammerherr                                                                | 84    |       |
| 21. Januar | Georg Ludwig Walch                | deutscher Klassischer Philologe                                                                                    | 52    |       |
| 24. Januar | Aleksander Franciszek Chodkiewicz | polnisch-litauischer Politiker und General                                                                         | 61    |       |
| 24. Januar | Helena Hilverdink                 | niederländische Schauspielerin und Sängerin                                                                        |       |       |
| 24. Januar | Johann Christian Multer           | deutscher Geistlicher, Theologe und Kirchenrechtler                                                                | 69    |       |
| 25. Januar | Ernst von Borcke                  | preußischer Generalmajor im Ingenieurkorps                                                                         | 63    |       |
| 27. Januar | Wilhelm von Alvensleben           | deutscher Domherr in Halberstadt und Rittergutsbesitzer                                                            | 58    |       |
| 28. Januar | Franz Xaver Hauser                | deutscher Bildhauer                                                                                                | 44    |       |
| 28. Januar | Alexander Iwanowitsch Poleschajew | russischer Dichter                                                                                                 |       |       |
| 29. Januar | Benoit Tranquille Berbiguier      | französischer Flötist und Komponist                                                                                | 55    |       |
| 29. Januar | Gotthard Guggenmoos               | Heilpädagoge | 62    |       |
| 29. Januar | August von Herder                 | deutscher Geologe, Mineraloge und Sächsischer Oberberghauptmann                                                    | 61    |       |
| 31. Januar | Johann Gottlieb Rudolphi          | deutscher evangelisch-lutherischer Geistlicher, Pastor an der Pfarrkirche St                                       | 77    |       |

## Februar
| Tag         | Name                                             | Beruf, bekannt als                                                                                           | Alter | Beleg |
| ----------- | ------------------------------------------------ | --- | ----- | ----- |
| 1. Februar  | Karl von Moll                                    | deutscher Naturforscher und Staatsmann                                                                       | 77    |       |
| 1. Februar  | Johann Caspar Pfenninger                         | Schweizer Arzt, Zürcher Freiheitskämpfer, Politiker                                                          | 77    |       |
| 1. Februar  | José Gregorio Salazar Lara                       | liberaler Politiker in Zentralamerika                                                                        |       |       |
| 4. Februar  | Franz Bernhard von Bucholtz                      | österreichischer Diplomat, Publizist und Historiker                                                          | 47    |       |
| 5. Februar  | Philippe Libon                                   | französischer Violinist und Komponist spanischer Herkunft                                                    |       |       |
| 6. Februar  | Friedrich Wilhelm von Hoven                      | deutscher Arzt, Hochschullehrer, Nachbarskind und enger lebenslanger Freund Friedrich Schillers              | 78    |       |
| 6. Februar  | Pieter Retief                                    | burischer Voortrekker                                                                                        | 57    |       |
| 8. Februar  | Karl Joseph von Drechsel                         | bayerischer Generalpostmeister                                                                               | 59    |       |
| 9. Februar  | Friedrich Theodor Poselger                       | deutscher Mathematiker                                                                                       | 66    |       |
| 10. Februar | Albert Friedrich Bach                            | Bürgermeister von Steele                                                                                     | 76    |       |
| 10. Februar | Anselm Rixner                                    | deutscher Philosoph und Hochschullehrer                                                                      | 71    |       |
| 11. Februar | Abraham Moses Mayländer                          | deutscher Rabbiner                                                                                           |       |       |
| 12. Februar | Uwe Jens Lornsen                                 | schleswig-holsteinischer Jurist, Beamter und Publizist                                                       | 44    |       |
| 18. Februar | Andreas Oberleitner                              | österreichischer Musiker, Komponist und Beamter                                                              | 51    |       |
| 18. Februar | Francisco Javier Venegas                         | Vizekönig von Neuspanien                                                                                     | 83    |       |
| 19. Februar | Maria Anna Moser                                 | österreichische Malerin                                                                                      | 79    |       |
| 19. Februar | Heinrich Christian Friedrich von Pachelbel-Gehag | Regierungsrat in Schwedisch-Pommern und erster Regierungspräsident im preußischen Regierungsbezirk Stralsund | 74    |       |
| 19. Februar | George Thynne, 2. Baron Carteret                 | britischer Adliger und Politiker                                                                             | 68    |       |
| 20. Januar  | Wilhelm David Fuhrmann                           | deutscher Geistlicher und Schriftsteller                                                                     | 73    |       |
| 20. Februar | Karl Friedrich Heinrich                          | deutscher klassischer Philologe und Hochschullehrer                                                          | 64    |       |
| 21. Februar | Christoph Ludwig von Hochwächter                 | deutscher Gutsbesitzer und Politiker in Pommern                                                              |       |       |
| 21. Februar | Antoine-Isaac Silvestre de Sacy                  | französischer Philologe                                                                                      | 79    |       |
| 22. Februar | Friedrich Eck                                    | deutscher Komponist                                                                                          | 70    |       |
| 22. Februar | Eugen Pausch                                     | deutscher Komponist und katholischer Geistlicher                                                             | 79    |       |
| 22. Februar | Pietro Senn                                      | französischer Unternehmer                                                                                    | 70    |       |
| 23. Februar | Ernst von Gemmingen                              | Grundherr in Neckarzimmern, Besitzer von Burg Hornberg, Besitz in Michelfeld und Beihingen                   | 43    |       |
| 24. Februar | Jonathan Cilley                                  | US-amerikanischer Politiker                                                                                  | 35    |       |
| 24. Februar | Christoph Johann Friedrich von Medem             | deutsch-baltischer Geheimrat in russischen Diensten und russischer Botschafter in Washington                 | 74    |       |
| 25. Februar | Daniel Schürmann                                 | deutscher Pädagoge und Lehrbuchautor                                                                         | 86    |       |
| 26. Februar | Hermann von Fels                                 | Schweizer Kaufmann und Politiker                                                                             | 71    |       |
| 26. Februar | Karl Heinrich Leussler                           | badischer Verwaltungsjurist                                                                                  |       |       |
| 27. Februar | Johann Sigismund von Glaubitz                    | preußischer Generalmajor                                                                                     | 74    |       |
| 27. Februar | Abraham Bradley King                             | Oberbürgermeister von Dublin                                                                                 | 64    |       |
| 27. Februar | Karl Heinrich Ludwig Pölitz                      | deutscher Historiker                                                                                         | 65    |       |
| 28. Februar | Charles Thévenin                                 | französischer Maler                                                                                          | 73    |       |
| 28. Februar | Heinrich Balthasar Wagnitz                       | deutscher evangelischer Theologe, Hochschullehrer und Gefängnis-Prediger                                     | 82    |       |

## März
| Tag      | Name                                        | Beruf, bekannt als                                                      | Alter | Beleg |
| -------- | ------------------------------------------- | ----------------------------------------------------------------------- | ----- | ----- |
| 1. März  | Michael Friedrich Adams                     | deutsch-russischer Botaniker                                            |       |       |
| 2. März  | Ludwig Abeille                              | deutscher Pianist und Komponist                                         | 77    |       |
| 3. März  | John Stevens                                | Schatzmeister von New Jersey, Ingenieur, Erfinder und Lobbyist          |       |       |
| 4. März  | José Simeón Cañas y Villacorta              | zentralamerikanischer Politiker und Universitätsrektor                  | 71    |       |
| 4. März  | Magnus Miller Murray                        | US-amerikanischer Politiker                                             | 51    |       |
| 5. März  | Gabriel Knogler                             | bayerischer Benediktinermönch, Naturforscher und Politiker              | 79    |       |
| 7. März  | Carl von Gützkow                            | schwedischer und preußischer Offizier                                   |       |       |
| 7. März  | Paine Wingate                               | US-amerikanischer Politiker                                             | 98    |       |
| 8. März  | Stephen Decatur Miller                      | US-amerikanischer Politiker                                             | 50    |       |
| 13. März | Meinrad Dreher                              | deutscher Orgelbauer                                                    | 75    |       |
| 13. März | Poul Martin Møller                          | dänischer Philosoph und Schriftsteller                                  | 43    |       |
| 14. März | Timothy J. Carter                           | US-amerikanischer Politiker                                             | 37    |       |
| 15. März | William M. Richardson                       | US-amerikanischer Jurist und Politiker                                  | 64    |       |
| 16. März | Nathaniel Bowditch                          | Nautiker, Mathematiker, Physiker, Astronom, Versicherungsangestellter   | 64    |       |
| 21. März | George Ramsay, 9. Earl of Dalhousie         | britischer Peer, Soldat und Kolonialadministrator                       | 67    |       |
| 22. März | Hendrik Fagel                               | niederländischer Politiker                                              | 73    |       |
| 23. März | Clemens Alois Baader                        | deutscher katholischer Theologe                                         | 75    |       |
| 24. März | August Hirsch                               | hessischer Beamter und Politiker                                        | 40    |       |
| 25. März | Johann Conrad Deuerlein                     | Lübecker Ratskellermeister                                              | 76    |       |
| 25. März | Karl August Dominikus Unterholzner          | deutscher Rechtswissenschaftler, Universitätsprofessor und Bibliothekar | 51    |       |
| 26. März | Andreas Alois Ankwicz von Skarbek-Poslawice | Erzbischof von Lemberg; Erzbischof von Prag                             | 60    |       |
| 26. März | William Henry Ashley                        | US-amerikanischer Pelzhändler, Unternehmer und Politiker                |       |       |
| 26. März | Friedrich Wilhelm Brande                    | Chemiker und Hofapotheker, Oberbergkommissar und Senator in Hannover    |       |       |
| 26. März | Carlo Lasinio                               | italienischer Zeichner und Kupferstecher                                | 79    |       |
| 26. März | Joseph Johann von Seilern                   | österreichischer Diplomat                                               | 85    |       |
| 27. März | Ludwig Georg von Winter                     | badischer Beamter                                                       | 60    |       |
| 28. März | Thomas Attwood                              | englischer Komponist und Organist                                       |       |       |
| 28. März | Sigmund Anton Steiner                       | österreichischer Musikverleger und Kunsthändler                         | 64    |       |
| 29. März | Jean-Philippe Graffenauer                   | französischer Mediziner und Mineraloge                                  | 62    |       |
| 30. März | Thomas Balfour                              | schottischer Politiker, Mitglied des House of Commons                   | 27    |       |
| 30. März | Joseph Maria Christen                       | Schweizer Bildhauer                                                     |       |       |
| 30. März | Frédéric-César de La Harpe                  | Schweizer Politiker                                                     | 83    |       |

## April
| Tag       | Name                                 | Beruf, bekannt als                                                                     | Alter | Beleg |
| --------- | ------------------------------------ | -------------------------------------------------------------------------------------- | ----- | ----- |
| 1. April  | Johann Ernst Daniel Bornschein       | deutscher Dramatiker und Romanautor                                                    | 63    |       |
| 1. April  | Isaac McKim                          | US-amerikanischer Politiker                                                            | 62    |       |
| 3. April  | Francesco Antommarchi                | französischer Arzt                                                                     | 57    |       |
| 3. April  | Gottlieb Giese                       | deutscher Maler, Architekt und Zeichenlehrer                                           | 50    |       |
| 3. April  | Georg Dubislav Ludwig von Pirch      | preußischer Generalleutnant                                                            | 74    |       |
| 4. April  | Wilhelm von Pufendorf                | deutscher Jurist und Richter                                                           | 47    |       |
| 4. April  | Ludwig Wachler                       | deutscher Lehrer, Literaturhistoriker, Bibliothekar und Hochschullehrer                | 70    |       |
| 6. April  | François de Bovet                    | Bischof Sisteron und Erzbischof von Toulouse                                           | 93    |       |
| 6. April  | Friedrich Lennig                     | deutscher Dialektdichter                                                               | 41    |       |
| 6. April  | Gottlieb Donatus Menzel              | deutscher Kommunalpolitiker, Oberbürgermeister von Breslau                             |       |       |
| 6. April  | José Bonifácio de Andrada e Silva    | brasilianischer Politiker und Staatsmann                                               | 74    |       |
| 7. April  | John Brodhead                        | US-amerikanischer Politiker                                                            | 67    |       |
| 12. April | Johann Adam Möhler                   | deutscher römisch-katholischer Theologe                                                | 41    |       |
| 14. April | George Sullivan                      | US-amerikanischer Politiker                                                            | 66    |       |
| 15. April | Friedrich Demmer                     | österreichischer Sänger, Schauspieler und Regisseur                                    |       |       |
| 16. April | Josiah Bartlett junior               | US-amerikanischer Politiker                                                            | 69    |       |
| 16. April | Wilhelm Christian Griesbach          | Oberbürgermeister der Stadt Karlsruhe                                                  | 66    |       |
| 16. April | Friedrich Ludwig Heinrich von Kleist | preußischer Generalmajor                                                               | 67    |       |
| 16. April | Johanna Schopenhauer                 | deutsche Schriftstellerin und Salonière                                                | 71    |       |
| 17. April | Adolph Friedrich Kunike              | deutscher Lithograph, Zeichner und Verleger                                            | 61    |       |
| 18. April | Richard Jackson junior               | US-amerikanischer Politiker                                                            | 73    |       |
| 18. April | Mariana Starke                       | britische Schriftstellerin und Übersetzerin                                            | 75    |       |
| 19. April | Franz Ludwig Haller von Königsfelden | Schweizer Numismatiker, Archivar und Soldat                                            | 83    |       |
| 19. April | Johann Matthias Wurzer               | österreichischer Maler                                                                 |       |       |
| 20. April | Anton Theodor Hartmann               | deutscher Orientalist und evangelischer Theologe                                       | 63    |       |
| 21. April | Lambert Maubach                      | Bürgermeister der Stadt Mülheim an der Ruhr                                            | 56    |       |
| 22. April | Johann Gottlieb Fleischer            | baltendeutscher Botaniker und Mediziner                                                | 40    |       |
| 23. April | Michele Arditi                       | italienischer Archäologe                                                               | 91    |       |
| 24. April | Johann Benedikt von Paris            | Kaufmann, Kämmerer des Königreiches Bayern, Major der Landwehr und bedeutender Sammler | 56    |       |
| 26. April | Friedrich Schmidt von Werneuchen     | deutscher Pastor und Dichter                                                           | 74    |       |
| 27. April | Johann Jakob Steffelin               | deutscher Verwaltungsjurist                                                            | 83    |       |
| 28. April | Archambaud de Talleyrand             | französischer Adeliger und Soldat                                                      | 75    |       |
| 29. April | Joseph von Henikstein                | österreichischer Bankier und Kunstmäzen                                                |       |       |
| April     | Joel Yancey                          | US-amerikanischer Politiker                                                            | 64    |       |

## Mai
| Tag     | Name                                        | Beruf, bekannt als                                                                                        | Alter | Beleg |
| ------- | ------------------------------------------- | --- | ----- | ----- |
| 1. Mai  | Ferdinand Bolzano                           | bayerischer Unternehmer                                                                                   | 37    |       |
| 4. Mai  | Ignaz Alexander Breitenauer                 | deutscher Bildhauer des Klassizismus                                                                      |       |       |
| 4. Mai  | Christine Englerth                          | Besitzerin von Steinkohle-Bergwerken im Raum Aachen, Eschweiler                                           | 70    |       |
| 5. Mai  | Johann Baptist Heinrich                     | deutscher Politiker und Oberbürgermeister von Mainz (1837–1838)                                           | 64    |       |
| 7. Mai  | August von Dönhoff                          | preußischer Oberst, Flügeladjutant, Oberhofmarschall, Landhofmeister und Ritter des Ordens Pour le Mérite | 74    |       |
| 8. Mai  | Joab Lawler                                 | US-amerikanischer Prediger und Politiker                                                                  | 41    |       |
| 8. Mai  | Gustav Adolph Oldekop                       | estnischer Dichter und Literat                                                                            | 82    |       |
| 10. Mai | Ludwig Wilhelm von Braunschweig             | königlich preußischer General-Auditor der Armee und Geheimer Oberregierungsrat                            | 79    |       |
| 10. Mai | Heinrich Marx                               | preußischer Advokat-Anwalt                                                                                | 61    |       |
| 11. Mai | James Gould                                 | US-amerikanischer Jurist, Richter in Connecticut                                                          | 67    |       |
| 11. Mai | Thomas Andrew Knight                        | britischer Botaniker                                                                                      | 78    |       |
| 11. Mai | Franz Xaver von Mayr                        | österreichischer Tuchhändler und Mäzen                                                                    | 81    |       |
| 11. Mai | Ignaz von Rudhart                           | bayerischer Jurist und Politiker sowie Ministerpräsident von Griechenland                                 | 48    |       |
| 11. Mai | Jędrzej Śniadecki                           | polnischer Chemiker und Arzt                                                                              | 69    |       |
| 12. Mai | Johann Georg Eben                           | deutscher Beamter und Archivar                                                                            | 42    |       |
| 12. Mai | Samuel Marsden                              | englischer Missionar und Begründer der ersten christlichen Mission in Neuseeland                          | 72    |       |
| 17. Mai | René Caillié                                | französischer Afrikaforscher                                                                              | 38    |       |
| 17. Mai | Charles-Maurice de Talleyrand-Périgord      | französischer Diplomat                                                                                    | 84    |       |
| 19. Mai | Heinrich Gotthelf Schaufuß                  | sächsischer Hofmaler                                                                                      | 77    |       |
| 19. Mai | Johann Nepomuk Konstantin Schuster          | ungarndeutscher Chemiker, Mineraloge und Hochschullehrer                                                  | 61    |       |
| 22. Mai | Wilhelm Haas-Decker                         | Schweizer Unternehmer, Erfinder und Politiker                                                             | 72    |       |
| 23. Mai | Carl Wilhelm Friedrich Grattenauer          | deutscher Jurist und antisemitischer Publizist und Schriftsteller                                         | 65    |       |
| 23. Mai | Jan Willem Janssens                         | niederländischer Adliger, Soldat und Staatsmann                                                           | 75    |       |
| 23. Mai | Ludwig Samuel Dietrich Mutzenbecher         | Arzt, Postmeister und Musiker                                                                             | 72    |       |
| 24. Mai | Friedrich Heldmann                          | deutscher Ökonom und Hochschullehrer                                                                      | 61    |       |
| 24. Mai | Marianne Kraus                              | Malerin und Hofdame                                                                                       | 73    |       |
| 27. Mai | Samuel August Sohr                          | deutscher Advokat, Bürgermeister (Görlitz)                                                                | 86    |       |
| 27. Mai | Cornelius Carl Souchay                      | internationaler Tuchgroßhändler                                                                           | 69    |       |
| 29. Mai | Pedro Ceballos Guerra                       | spanischer Diplomat, Politiker und Ministerpräsident                                                      | 78    |       |
| 29. Mai | Anna Milder-Hauptmann                       | österreichische Opernsängerin                                                                             | 52    |       |
| 29. Mai | Wilhelm Gustav Friedrich Wardenburg         | oldenburgischer Berufsoffizier                                                                            | 57    |       |
| 30. Mai | Martin Anwander                             | österreichischer Orgelbauer                                                                               | 57    |       |
| 30. Mai | Moss Kent                                   | US-amerikanischer Jurist und Politiker                                                                    | 72    |       |
| Mai     | James Caldwell                              | US-amerikanischer Politiker (Demokratisch-Republikanische Partei)                                         | 67    |       |
| Mai     | Francisco Gómez de Altamirano y de Elizondo | liberaler Politiker in der Provinz El Salvador                                                            | 41    |       |

## Juni
| Tag      | Name                            | Beruf, bekannt als                                         | Alter | Beleg |
| -------- | ------------------------------- | ---------------------------------------------------------- | ----- | ----- |
| 2. Juni  | Antoine Alexandre Julienne      | französischer General der Infanterie                       | 62    |       |
| 3. Juni  | Nathanael Berendt               | deutscher Mediziner und Naturforscher                      | 81    |       |
| 4. Juni  | Ernst Daniel August Bartels     | deutscher Mediziner                                        | 59    |       |
| 4. Juni  | Anselme Gaëtan Desmarest        | französischer Zoologe und Schriftsteller                   | 54    |       |
| 5. Juni  | Franz Wilhelm Schweigger-Seidel | deutscher Mediziner und Chemiker                           | 42    |       |
| 6. Juni  | Juda Jeitteles                  | jüdischer Orientalist                                      | 65    |       |
| 7. Juni  | Laure-Adelaide Abrantès         | französische Hofdame und Schriftstellerin                  | 53    |       |
| 9. Juni  | Amalie Friedländer              | Kusine des Dichters Heinrich Heine                         | 38    |       |
| 12. Juni | Heinrich Philipp Sextro         | deutscher Theologe                                         | 92    |       |
| 14. Juni | Maximilian von Montgelas        | Minister unter dem späteren König Maximilian I. von Bayern | 78    |       |
| 14. Juni | William B. Rochester            | US-amerikanischer Rechtsanwalt, Richter und Politiker      | 49    |       |
| 15. Juni | Karl Joseph Beck                | deutscher Mediziner und Hochschullehrer                    | 43    |       |
| 17. Juni | Philipp von Borries             | deutscher Regierungsbeamter                                | 60    |       |
| 17. Juni | Karl Ludwig Struve              | deutscher Altphilologe und Schulleiter                     | 53    |       |
| 21. Juni | Friedrich Wilhelm Suckow        | deutscher Arzt und Naturforscher                           |       |       |
| 22. Juni | Abraham Peter von Carnap        | Kaufmann und Ratsverwandter in Elberfeld                   | 72    |       |
| 25. Juni | François Nicolas Benoît Haxo    | französischer General                                      | 64    |       |
| 27. Juni | Peter Irving                    | US-amerikanischer Publizist und Schriftsteller             | 65    |       |
| 28. Juni | Friedrich Accum                 | deutscher Chemiker                                         | 69    |       |
| 28. Juni | Karl von Bistram                | russischer General der Infanterie                          | 68    |       |
| 29. Juni | Samuel Heinrich Catel           | deutscher Prediger und Pädagoge                            | 80    |       |
| 30. Juni | Friedrich von Laßberg           | deutscher Politiker und Jurist                             | 40    |       |

## Juli
| Tag      | Name                                    | Beruf, bekannt als                                                  | Alter | Beleg |
| -------- | --------------------------------------- | ------------------------------------------------------------------- | ----- | ----- |
| 1. Juli  | Antoine-Charles-Bernard Delaitre        | französischer Divisionsgeneral der Kavallerie                       | 62    |       |
| 1. Juli  | Andrew Pickens junior                   | Gouverneur von South Carolina                                       | 58    |       |
| 5. Juli  | Friedrich August von Herzberg           | braunschweigischer Generalleutnant                                  |       |       |
| 5. Juli  | Jean Itard                              | französischer Arzt und Taubstummenlehrer                            | 64    |       |
| 5. Juli  | Gustav Dietrich von Oertzen             | mecklenburgischer Gutsbesitzer und Landrat                          | 66    |       |
| 9. Juli  | Robert Grant                            | britischer Politiker                                                | 58    |       |
| 10. Juli | George Osborne, 6. Duke of Leeds        | britischer Aristokrat (Peer) während der Regentschaft von Georg III | 62    |       |
| 12. Juli | Ezra Butler                             | US-amerikanischer Politiker                                         | 74    |       |
| 14. Juli | Clemens August Carl Klenze              | deutscher Rechtswissenschaftler Hochschullehrer                     | 42    |       |
| 18. Juli | Jeduthun Wilcox                         | US-amerikanischer Politiker                                         | 69    |       |
| 19. Juli | Thomas Blaikie                          | schottischer Gartenarchitekt                                        | 87    |       |
| 19. Juli | Pierre Louis Dulong                     | französischer Physiker und Chemiker                                 | 53    |       |
| 19. Juli | Frédéric Duvernoy                       | französischer Hornist, Komponist und Musikpädagoge                  | 72    |       |
| 20. Juli | Adolf von Bassewitz                     | Mecklenburg-Strelitzscher Geheimrat und Landrat                     | 63    |       |
| 20. Juli | John M. Goodenow                        | US-amerikanischer Jurist und Politiker                              |       |       |
| 20. Juli | Johann Georg Pickel                     | deutscher Professor für Medizin, Chemie und Pharmazie               | 86    |       |
| 21. Juli | Johann Nepomuk Mälzel                   | deutscher Erfinder und Mechaniker                                   | 65    |       |
| 21. Juli | Uri Tracy                               | US-amerikanischer Jurist und Politiker                              | 74    |       |
| 24. Juli | Frédéric Cuvier                         | französischer Zoologe und Physiker                                  | 65    |       |
| 25. Juli | Jean-Baptiste Sarlandière               | französischer Militärarzt                                           | 51    |       |
| 26. Juli | August Hornbostel                       | österreichischer Autor und Arzt                                     | 51    |       |
| 26. Juli | Wilhelm Anton von Klewiz                | preußischer Politiker und Verwaltungsbeamter                        | 77    |       |
| 27. Juli | Andrew DeWitt Bruyn                     | US-amerikanischer Jurist und Politiker                              | 47    |       |
| 28. Juli | Bernhard Crusell                        | finnischer Klarinettist und Komponist                               | 62    |       |
| 28. Juli | Johann Heinrich Pabst                   | deutsch-österreichischer Philosoph und Mediziner                    | 53    |       |
| 28. Juli | William Henry Timrod                    | US-amerikanischer Dichter                                           | 46    |       |
| 28. Juli | Heinrich Friedrich Karl von Württemberg | Prinz von Württemberg                                               | 66    |       |
| 30. Juli | Stephan Illésházy                       | Großgrundbesitzer, Militär und Politiker                            | 76    |       |

## August
| Tag        | Name                                  | Beruf, bekannt als                                                          | Alter | Beleg |
| ---------- | ------------------------------------- | --------------------------------------------------------------------------- | ----- | ----- |
| 1. August  | Amédée Bretagne Malo de Durfort       | französischer Adliger und Politiker                                         | 67    |       |
| 1. August  | William Edmond                        | US-amerikanischer Politiker                                                 | 82    |       |
| 3. August  | Samuel Chase                          | US-amerikanischer Jurist und Politiker                                      |       |       |
| 3. August  | Johannes Hau                          | deutschbaltischer Maler                                                     | 67    |       |
| 4. August  | Bonaventura Cano y Torrente           | asturischer Geistlicher und Kurienbischof                                   | 59    |       |
| 5. August  | Johann Rudolf von Frisching           | Schweizer Politiker und Militär                                             | 76    |       |
| 5. August  | Anton Schimser                        | österreichischer Bildhauer, in Lemberg tätig                                | 48    |       |
| 6. August  | Johann Gotthard Reinhold              | niederländischer Autor, Diplomat und Außenminister                          | 67    |       |
| 10. August | Andrea Rosius à Porta                 | Schweizer reformierter Geistlicher und Pädagoge                             |       |       |
| 11. August | Vinzenz Deutschmann                   | österreichischer Orgelbauer                                                 | 31    |       |
| 13. August | Bernhard Gottlieb Denzel              | deutscher Pädagoge                                                          | 64    |       |
| 14. August | Kaspar Georg Wilhelm von Harnier      | hessen-darmstädtischer Legationsrat, Jurist und Maler                       | 38    |       |
| 14. August | William Patterson                     | US-amerikanischer Politiker                                                 | 49    |       |
| 16. August | Yohannan VIII. Hormizd                | Patriarch von Babylon der chaldäisch-katholischen Kirche                    |       |       |
| 17. August | Lorenzo da Ponte                      | italienischer Dichter und Opernlibrettist                                   | 89    |       |
| 19. August | Karl Ludwig Baur                      | württembergischer Oberamtmann                                               | 44    |       |
| 19. August | James Geddes                          | US-amerikanischer Politiker                                                 | 75    |       |
| 20. August | Gustav von Brenn                      | preußischer Staatsminister                                                  |       |       |
| 21. August | Adelbert von Chamisso                 | deutscher Naturforscher und Dichter                                         | 57    |       |
| 21. August | Christian Christoph Clam-Gallas       | böhmischer Gutsbesitzer und Mäzen                                           | 66    |       |
| 22. August | Franz Anton Keller                    | badischer Verwaltungsjurist                                                 |       |       |
| 24. August | Ferenc Kölcsey                        | ungarischer Schriftsteller                                                  | 48    |       |
| 26. August | Johanna Elisabeth Bichier des Ages    | französische Ordensgründerin und Heilige                                    | 65    |       |
| 26. August | Peter Heinrich von Podewils           | preußischer Verwaltungsbeamter und Offizier                                 | 58    |       |
| 30. August | David Brooks                          | US-amerikanischer Jurist und Politiker                                      |       |       |
| 30. August | Friedrich Gotthelf Benjamin Schmieder | Philologe, Buchautor, Schulmann, Rektor des Königlichen Gymnasiums in Brieg | 67    |       |

## September
| Tag           | Name                                | Beruf, bekannt als                                                                  | Alter | Beleg |
| ------------- | ----------------------------------- | ----------------------------------------------------------------------------------- | ----- | ----- |
| 1. September  | William Clark                       | US-amerikanischer Soldat und Entdecker, Mitglied der Lewis-und-Clark-Expedition     | 68    |       |
| 2. September  | Carl Gottlob Schmeidler             | schlesischer Maler                                                                  | 65    |       |
| 3. September  | Franz Scholl                        | österreichischer Offizier und Ingenieur für Festungsbau                             | 66    |       |
| 3. September  | Heinrich Joseph Wassermann          | deutsch-schweizerischer Geiger, Komponist und Dirigent                              | 47    |       |
| 5. September  | Charles Percier                     | französischer Architekt                                                             | 74    |       |
| 6. September  | Nathan Adam von Arnstein            | Bankier                                                                             | 90    |       |
| 6. September  | Jobst Christoph von Römer           | kurfürstlich und königlich sächsischer Bergkommissionsrat und Zwitterstockinspektor |       |       |
| 7. September  | Johann Georg Heine                  | Orthopädiemechaniker                                                                | 67    |       |
| 7. September  | Joseph Panny                        | österreichischer Komponist, Geiger und Sänger                                       | 43    |       |
| 7. September  | Johann Georg von Schäffer-Bernstein | hessischer Offizier                                                                 | 81    |       |
| 7. September  | Edward Wilcox                       | US-amerikanischer Politiker                                                         |       |       |
| 8. September  | Pietro Rovelli                      | italienischer Violinist und Komponist                                               | 45    |       |
| 9. September  | Joseph Konradt                      | bairisch-salzburgischer Orgel- und Klavierbauer                                     |       |       |
| 9. September  | Jonathan O. Moseley                 | US-amerikanischer Politiker                                                         | 76    |       |
| 11. September | Christoph Wilhelm Gatterer          | deutscher Forstwissenschaftler                                                      | 78    |       |
| 11. September | Adam Franz Friedrich Leydel         | deutscher Architekt und Baumeister des Klassizismus                                 | 55    |       |
| 12. September | August Ferdinand Naeke              | deutscher Klassischer Philologe                                                     | 50    |       |
| 13. September | Friedrich                           | Fürst von Hohenzollern-Hechingen                                                    | 62    |       |
| 15. September | Hieronymus Falkeisen                | Schweizer reformierter Theologe                                                     | 80    |       |
| 18. September | Caroline Bernstein                  | deutsche Autorin und Schauspielerin                                                 | 41    |       |
| 21. September | Christoph Friedrich Cotta           | Jurist, Jakobiner                                                                   | 80    |       |
| 24. September | Friedrich Berr                      | deutscher Klarinettist, Fagottist und Komponist                                     | 44    |       |
| 27. September | Bernard Courtois                    | französischer Chemiker, Salpetersieder, Entdecker des Iods                          | 61    |       |
| 27. September | Harmanus Peek                       | US-amerikanischer Jurist und Politiker                                              | 56    |       |
| 27. September | Martin Teimer von Wildau            | österreichischer Freiheitskämpfer                                                   | 60    |       |
| 27. September | Friedrich Carl Trainer              | deutscher Verwaltungsjurist, erster Bürgermeister von Siegen                        | 73    |       |
| 28. September | Cay Wilhelm von Ahlefeldt           | Erbherr auf Klein Nordsee, Propst des Klosters Preetz und Träger des Danebrog-Orden | 85    |       |

## Oktober
| Tag         | Name                           | Beruf, bekannt als                                  | Alter | Beleg |
| ----------- | ------------------------------ | --------------------------------------------------- | ----- | ----- |
| 1. Oktober  | Charles Tennant                | schottischer Chemiker und Industrieller             | 70    |       |
| 2. Oktober  | Lewis Bigelow                  | US-amerikanischer Politiker                         | 53    |       |
| 2. Oktober  | Jeremiah Nelson                | US-amerikanischer Politiker                         | 69    |       |
| 3. Oktober  | Black Hawk                     | Häuptling der Sauk- und Fox-Indianer                |       |       |
| 3. Oktober  | Emanuel Mikschik               | österreichischer Jurist, Botanikerund Pianist       | 39    |       |
| 4. Oktober  | Sophie Westenholz              | deutsche Sängerin, Pianistin und Komponistin        | 79    |       |
| 6. Oktober  | Pierre Martin Rémi Aucher-Éloy | französischer Botaniker und Forschungsreisender     | 46    |       |
| 8. Oktober  | Johann Christian Wirth         | deutscher evangelischer Pfarrer                     | 82    |       |
| 11. Oktober | Adolf Martin Schlesinger       | deutscher Musikverleger und Musikalienhändler       | 69    |       |
| 14. Oktober | Carl Friedrich Solbrig         | deutscher Deklamator und Theaterschauspieler        | 63    |       |
| 15. Oktober | Letitia Elizabeth Landon       | britische Dichterin und Romanschriftstellerin       | 36    |       |
| 17. Oktober | Nathan Sanford                 | US-amerikanischer Politiker                         | 60    |       |
| 18. Oktober | David Julius Pott              | deutscher lutherischer Theologe und Hochschullehrer | 78    |       |
| 19. Oktober | Johann Jakob Willemer          | Frankfurter Bankier und Autor                       | 78    |       |
| 20. Oktober | William Babcock                | US-amerikanischer Politiker                         |       |       |
| 21. Oktober | Johann Joachim Havemann        | Kaufmann und Ratsherr der Hansestadt Lübeck         | 55    |       |
| 23. Oktober | Joseph Lancaster               | englischer Pädagoge                                 | 59    |       |
| 25. Oktober | Conrad Platzmann               | Lübecker Kaufmann und Ratsherr                      | 63    |       |
| 27. Oktober | Isaac Anderson                 | US-amerikanischer Politiker                         | 77    |       |
| 28. Oktober | Christian Heinrich Grasemann   | deutscher Arzt und Botaniker                        | 55    |       |
| 28. Oktober | Gabriel Peter von Haselberg    | deutscher Jurist                                    | 75    |       |
| 29. Oktober | Johann Heinrich Mayr           | Schweizer Färbereifabrikant und Publizist           | 70    |       |
| 31. Oktober | Johann Christian Kroneberg     | russischer Altphilologe und Hochschullehrer         | 50    |       |

## November
| Tag          | Name                              | Beruf, bekannt als | Alter | Beleg |
| ------------ | --------------------------------- | --- | ----- | ----- |
| 1. November  | Johann Gerhard Christian Thomas   | deutscher Jurist und Politiker | 53    |       |
| 2. November  | Samuel Price Carson               | US-amerikanischer Politiker | 40    |       |
| 5. November  | Ambrosius Bloch                   | Schweizer Benediktinermönch, Abt des Klosters Muri | 69    |       |
| 5. November  | John Findlay                      | US-amerikanischer Politiker | 72    |       |
| 8. November  | Jan Bleuland                      | niederländischer Mediziner | 82    |       |
| 9. November  | Friedrich Carl Gröger             | norddeutscher Porträtmaler und Lithograph | 72    |       |
| 10. November | Iwan Kotljarewskyj                | ukrainischer Dichter | 69    |       |
| 11. November | Georg Harrys                      | deutscher Journalist, Schriftsteller und Unternehmensgründer | 58    |       |
| 11. November | Franz Keller                      | badischer Beamter |       |       |
| 13. November | Carl Philipp Gütschow             | deutscher Mediziner und erster Arzt der Lübecker Irrenanstalt | 44    |       |
| 13. November | George Jones                      | US-amerikanischer Politiker | 72    |       |
| 13. November | Johann Friedrich Leybold          | deutscher Kupferstecher | 83    |       |
| 15. November | John Roane                        | US-amerikanischer Politiker | 72    |       |
| 17. November | François Broussais                | französischer Mediziner | 65    |       |
| 17. November | Theodor Thon                      | deutscher Naturforscher | 46    |       |
| 18. November | Thomas Davenport                  | US-amerikanischer Politiker |       |       |
| 20. November | Thomas Sammons                    | US-amerikanischer Politiker | 76    |       |
| 21. November | Pjotr Nikiforowitsch Iwaschew     | russischer Feldherr, Militär-Ingenieur, Teilnehmer des Russisch-Türkischen Krieges 1787–1792, des Vaterländischen Krieges im Jahre 1812 und Teilnehmer einer Auslandsreise (1813–1814) | 71    |       |
| 21. November | Johann Wilhelm Pastorff           | deutscher Astronom | 71    |       |
| 23. November | Bernhard Michael von Grandauer    | bayerischer Regierungsbeamter und Jurist | 61    |       |
| 23. November | Friedrich August Peter Wasserfall | deutscher Archivar und Bibliothekar | 45    |       |
| 24. November | Ludwig Hellwig                    | deutscher Komponist und Musiker | 65    |       |
| 26. November | Gottfried Menken                  | deutscher Maler und Grafiker | 39    |       |
| 27. November | Georges Mouton de Lobau           | französischer General, Pair und Marschall von Frankreich | 68    |       |
| 28. November | Ludwig Zinkeisen                  | deutscher Geiger, Violinpädagoge und Komponist | 59    |       |
| November     | Lucas José Obes                   | uruguayischer Politiker |       |       |

## Dezember
| Tag          | Name                                                        | Beruf, bekannt als                                                                  | Alter | Beleg |
| ------------ | ----------------------------------------------------------- | ----------------------------------------------------------------------------------- | ----- | ----- |
| 2. Dezember  | Gustav Pinzger                                              | deutscher Klassischer Philologe und Gymnasialdirektor                               | 38    |       |
| 3. Dezember  | Reuben James                                                | US-amerikanischer Marinesoldat                                                      |       |       |
| 3. Dezember  | Whitlock Nicholl                                            | englischer Arzt                                                                     | 52    |       |
| 5. Dezember  | Henriette von Montenglaut                                   | deutsche Schriftstellerin, Schauspielerin und Übersetzerin                          | 70    |       |
| 6. Dezember  | Otto von Woringen                                           | deutscher Jurist und Sänger                                                         | 78    |       |
| 7. Dezember  | Kaspar Machauer                                             | kurpfälzischer und badischer Beamter                                                |       |       |
| 9. Dezember  | Helene von Breuning                                         | frühe Förderin Ludwig van Beethovens                                                | 88    |       |
| 9. Dezember  | François Dominique de Reynaud de Montlosier                 | französischer Geologe, Historiker und Politiker                                     | 83    |       |
| 10. Dezember | Carl Friedrich von Beyme                                    | Politiker, Jurist und preußischer Justizminister                                    | 73    |       |
| 10. Dezember | Augustus Earle                                              | englischer Maler                                                                    | 45    |       |
| 10. Dezember | Jean-François Flamand                                       | französischer Brigadegeneral der Infanterie                                         | 72    |       |
| 10. Dezember | Cosmus Freuler                                              | Schweizer Buchdrucker                                                               | 58    |       |
| 18. Dezember | Annabella Plumptre                                          | britische Schriftstellerin und Übersetzerin                                         |       |       |
| 10. Dezember | Daniel Prinz                                                | Gastwirt und Landtagsabgeordneter                                                   | 67    |       |
| 11. Dezember | Pietro Rossi                                                | Schweizer Politiker                                                                 | 73    |       |
| 11. Dezember | Isaac Tichenor                                              | US-amerikanischer Politiker, Jurist, Gouverneur von Vermont und Senator             | 84    |       |
| 12. Dezember | Elisha Clark                                                | Veteran der Amerikanischen Revolution, US-amerikanischer Politiker und Richter      | 86    |       |
| 12. Dezember | Carl Philipp von Wrede                                      | bayerischer Militär und späterer Feldmarschall                                      | 71    |       |
| 16. Dezember | Nicolaus Otto Ferdinand von Debschütz                       | preußischer Landschaftsdirektor und Landrat                                         | 75    |       |
| 18. Dezember | Anton Greven                                                | deutscher Genremaler der Düsseldorfer Schule                                        |       |       |
| 19. Dezember | Christian Gottlieb Blumhardt                                | deutscher evangelischer Theologe und Mitbegründer der Basler Mission                | 59    |       |
| 20. Dezember | François Pouqueville                                        | französischer Diplomat, Schriftsteller, Entdecker, Arzt, Philhellene und Historiker | 68    |       |
| 20. Dezember | Kaspar Maria von Sternberg                                  | böhmischer Naturforscher; er gilt als Begründer der modernen Paläobotanik           | 77    |       |
| 21. Dezember | Johann Baptist Hofer                                        | deutscher Jurist und Politiker                                                      | 79    |       |
| 22. Dezember | Johannes Christiaan Schotel                                 | niederländischer Marinemaler, Radierer und Lithograf                                | 51    |       |
| 24. Dezember | Karl Josef von Mylius                                       | Jurist und Oberbürgermeister von Köln                                               | 60    |       |
| 26. Dezember | Franciszek Lessel                                           | polnischer Komponist                                                                |       |       |
| 26. Dezember | Johann Anton August Lüdeke                                  | deutscher lutherischer Theologe                                                     | 66    |       |
| 26. Dezember | Philippe-Antoine Merlin                                     | französischer Politiker                                                             | 84    |       |
| 27. Dezember | Konstantin zu Löwenstein-Wertheim-Rosenberg                 | deutscher Adliger, Erbprinz des Hauses Löwenstein-Wertheim-Rosenberg                | 36    |       |
| 27. Dezember | Heinrich Ferdinand zu Ysenburg und Büdingen in Philippseich | deutscher Standesherr und Abgeordneter                                              | 68    |       |
| 31. Dezember | Ludewig August Brüel                                        | Hannoverscher Münzmeister                                                           |       |       |
| 31. Dezember | Philipp Friedrich von Hetsch                                | deutscher Maler                                                                     | 80    |       |

## Datum unbekannt
| Tag | Name                                | Beruf, bekannt als                                             | Alter | Beleg |
| --- | ----------------------------------- | -------------------------------------------------------------- | ----- | ----- |
|     | Christian Graf von Aicholt          | österreichischer Staatsmann                                    |       |       |
|     | Akaitcho                            | Häuptling der Kupferminenindianer                              |       |       |
|     | Badu Bonsu II.                      | König der Ahanta                                               |       |       |
|     | Manuel Barreiro                     | uruguayischer Politiker                                        |       |       |
|     | John Eckstein                       | deutscher Maler                                                |       |       |
|     | Auguste Feige                       | deutsche Theaterschauspielerin und Opernsängerin               |       |       |
|     | Gustav Adolf Hess de Calve          | ungarisch-russischer Philosoph, Komponist und Bergbauingenieur | ≈54   |       |
|     | Hussein Dey                         | osmanischer Dey in Algerien                                    |       |       |
|     | Heinrich Krigar                     | deutscher Maler                                                |       |       |
|     | Johann Carl Friedrich Lochmann      | sächsisch-preußischer Orgelbauer                               | ≈59   |       |
|     | José Justo Milla Pineda             | honduranischer General und Politiker                           |       |       |
|     | Mohammed Pascha Rewanduz            | kurdischer Fürst und Pascha                                    |       |       |
|     | Marcus Gjøe Rosenkrantz             | Ministerpräsident von Norwegen (1814–1815)                     |       |       |
|     | Johann Daniel Friedrich Rumpf       | deutscher Autor                                                |       |       |
|     | Leopold Wilhelm von der Schulenburg | preußischer Offizier                                           |       |       |
|     | Nyi Ageng Serang                    | indonesische Nationalheldin                                    |       |       |
|     | Burchard Christian von Spilcker     | Richter, Politiker der DDP und Hamburger Senator               |       |       |
|     | Teresa Strinasacchi                 | italienische Opernsängerin                                     |       |       |
|     | Gottfried Wilhelm Stüler            | deutscher Mediziner und Homöopath                              |       |       |
|     | Johann Christian Ziller             | deutscher Bauerngutsbesitzer, Zimmermeister und Bauhandwerker  |       |       |